# Melicope hayesii
Melicope hayesii är en vinruteväxtart som beskrevs av Thomas Gordon Hartley. Melicope hayesii ingår i släktet Melicope och familjen vinruteväxter. Inga underarter finns listade i Catalogue of Life.